# Église des Saints-Archanges
Pour les articles homonymes, voir Église des Saints-Archanges (homonymie).
L'église des Saints-Archanges est une église orthodoxe roumaine située dans le 5e arrondissement de Paris, en France, au no  9bis de la rue Jean-de-Beauvais. Depuis 2009, elle possède le rang de cathédrale et est le siège de la métropole d'Europe occidentale et méridionale de l'Église orthodoxe roumaine.

## Description
Elle est dédiée aux archanges Michel, Gabriel et Raphaël.

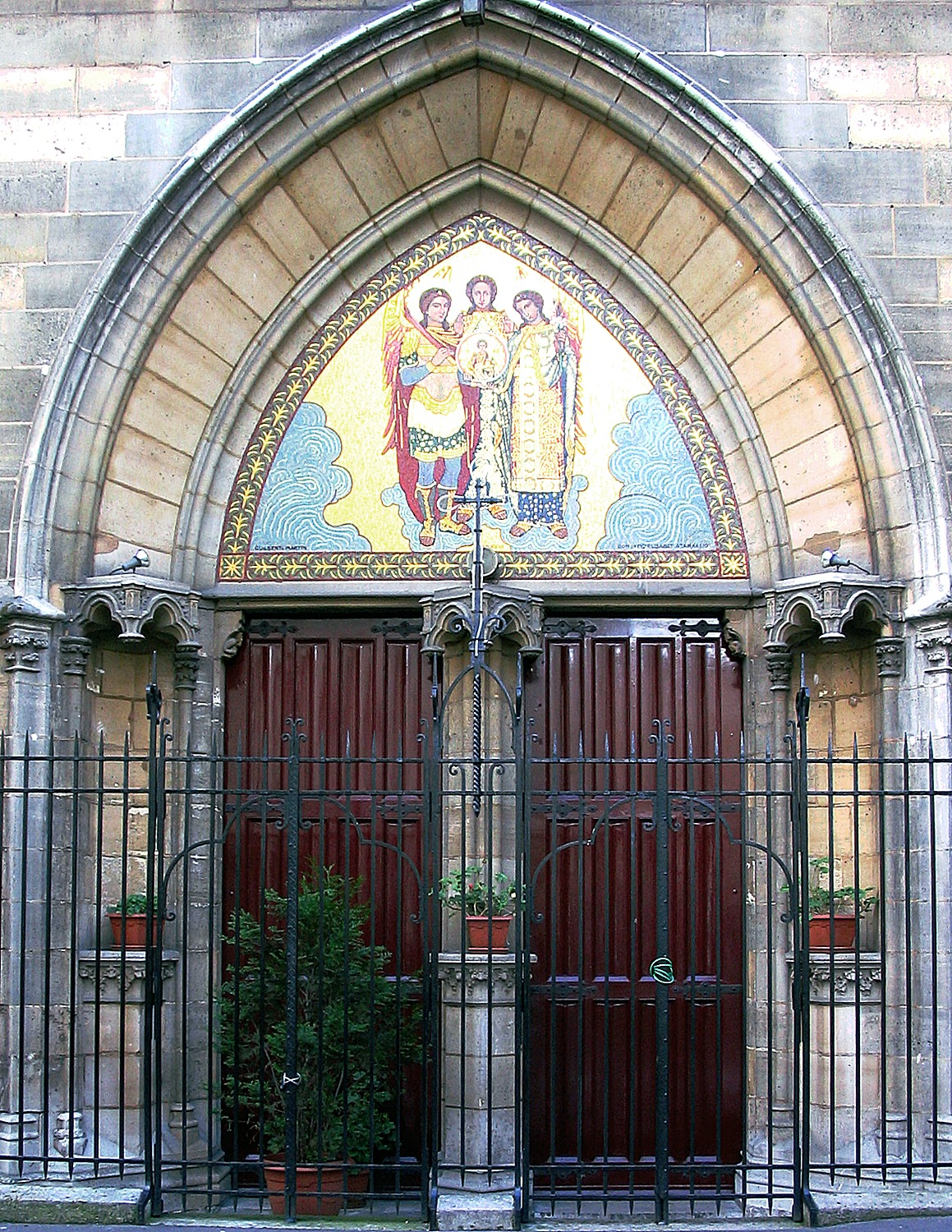
Portail de l'église.
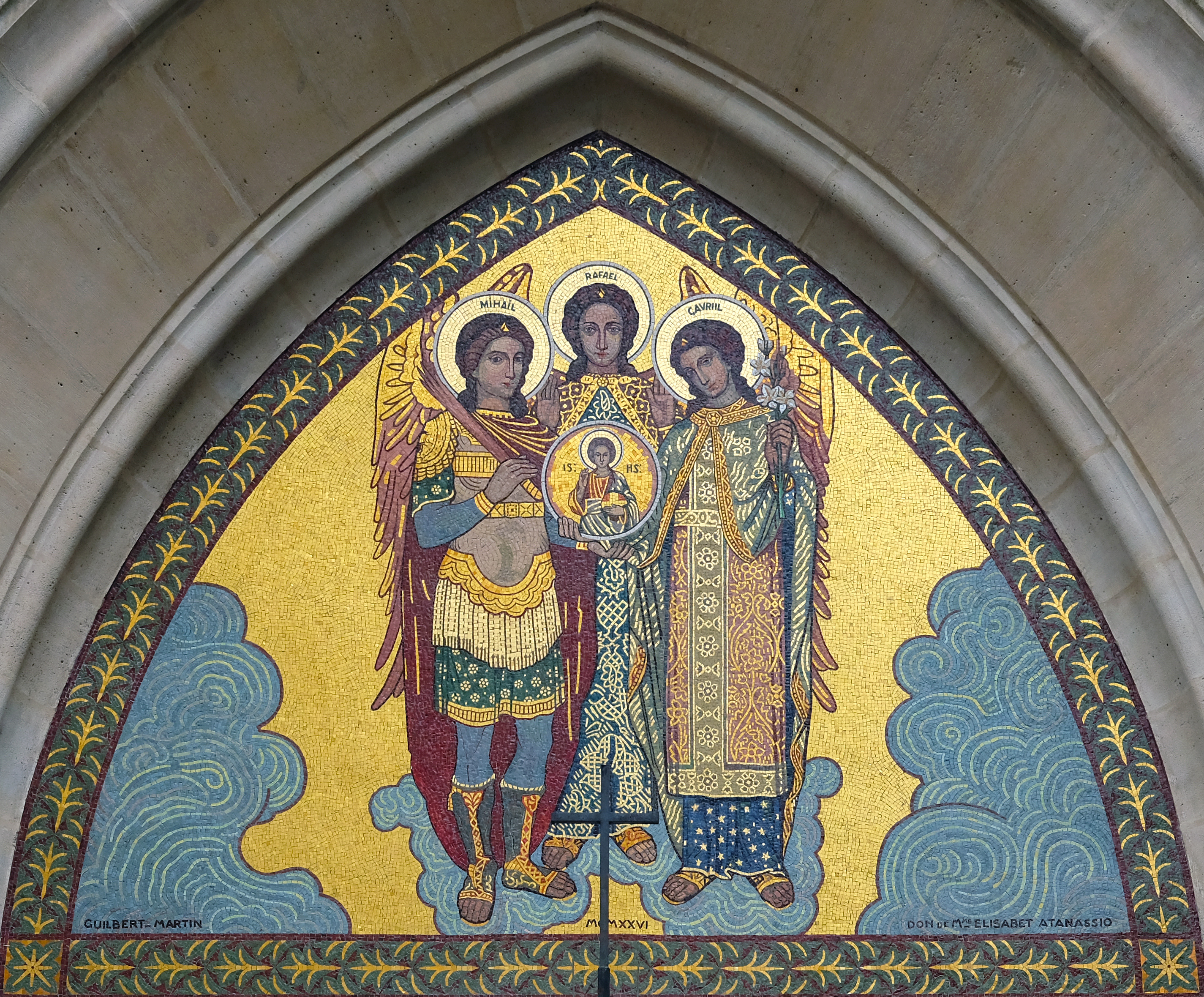
Mosaïque du tympan avec les trois archanges.

## Historique
Elle est édifiée de 1375 à 1379 par l'architecte Raymond du Temple pour le collège de Dormans de l'ancienne université de Paris, et placée alors sous le vocable de Saint-Jean l'Evangéliste. C'est la seule chapelle du Moyen Âge subsistant dans le quartier.
Après la suppression du collège lors de la Révolution, ses bâtiments servent de lieu de réunion de la section révolutionnaire du Panthéon, de siège de la 12e municipalité de Paris, de caserne de 1801 à 1855 et de couvent dominicain à partir de 1868.
La chapelle est sauvée de la destruction grâce à l'historien Jules Quicherat. L'édifice est acheté par la Roumanie en septembre 1882, fait l'objet pendant dix ans (1882-1892) de travaux visant à le restaurer et l'adapter au rite orthodoxe roumain et consacré en 1892.
En 1971, l’écrivain Virgil Gheorghiu devient patriarche de l’Église orthodoxe roumaine de Paris.
Le diocèse d'Europe occidentale de l'Église russe hors-frontière a célébré les 24 avril (7 mai) et 25 avril (8 mai) 1988 l'office du millénaire du baptême de la Russie.
Le 10 mai 2009, l'Église roumaine exilée réintègre l'Église orthodoxe roumaine, dont elle était séparée depuis 60 ans. On crée, à cette occasion, la métropole d'Europe occidentale et méridionale de l'Église roumaine. L'église des Saints-Archanges devient alors le siège de celle-ci et est élevée au rang de cathédrale.

## Architecture
Sa façade remaniée sous Louis XV a été reconstruite à la fin du XIXe siècle en pastiche du style du XIVe siècle. Le tympan du portail est une mosaïque de 1926 de Guibert-Martin représentant les Archanges.
Le vaisseau  à 5 travées est recouvert d'une charpente d'origine œuvre de Jacques de Chartres, charpentier du roi.
Le décor d'origine a disparu. Les vitraux représentant les Apôtres ont été remontés en 1824 à l'église Saint-Séverin

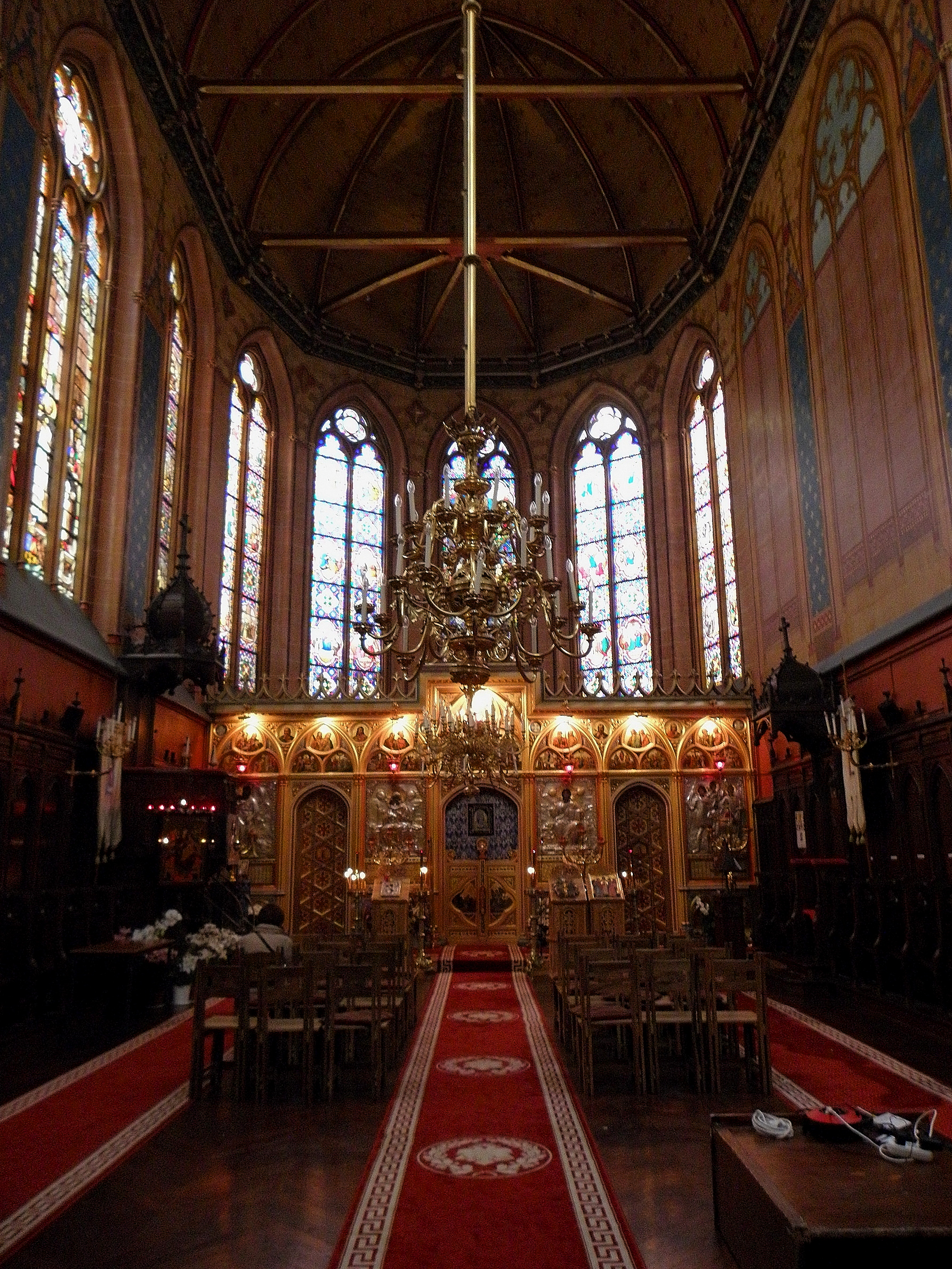
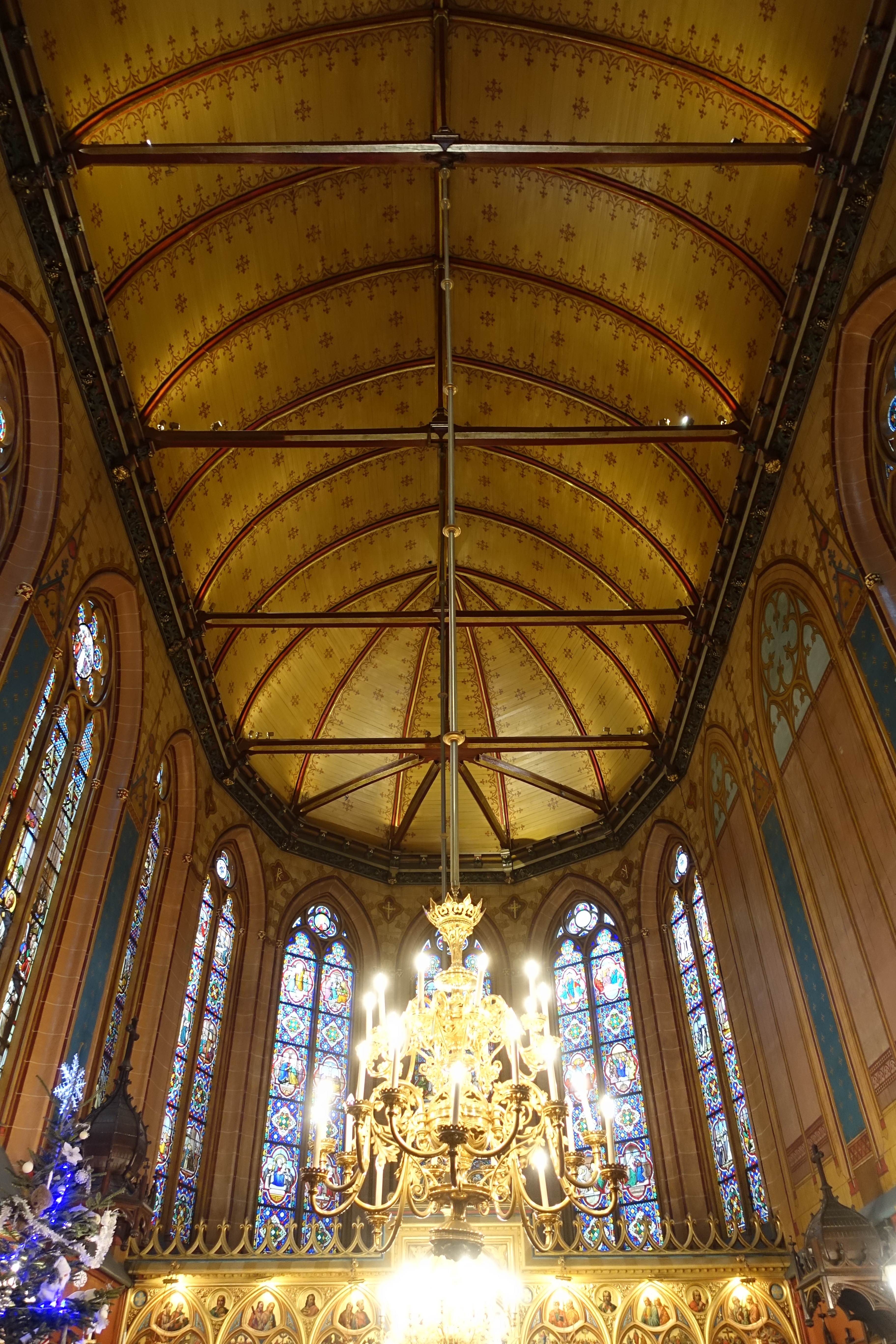
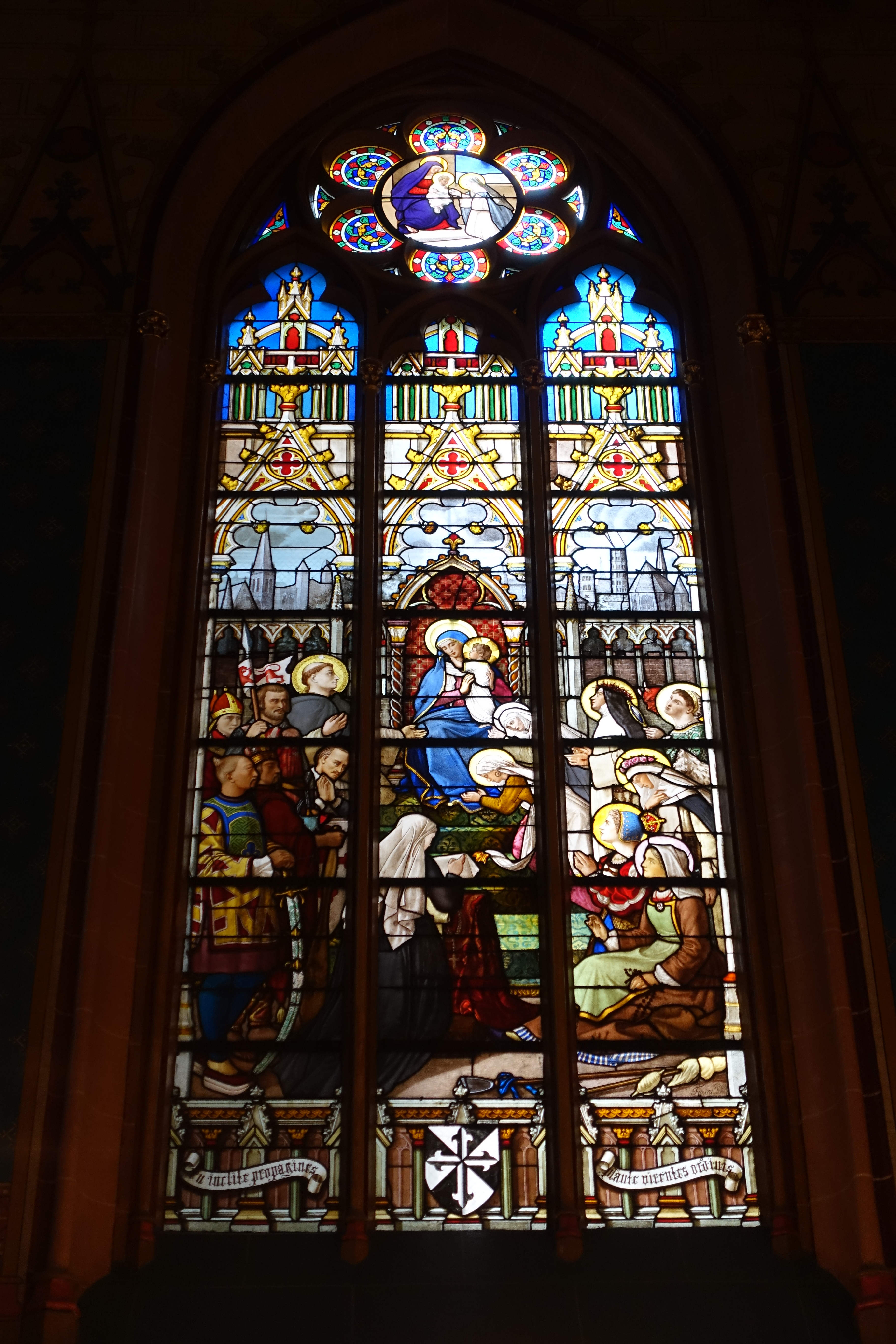

## Centre Dumitru-Stăniloae
En 2008, le Centre Dumitru-Stăniloae ouvre ses portes au sein de la cathédrale. Proposant une formation générale en théologie, il est dirigé par Gérard Reynaud.
Le centre d’étude et recherche théologiques Dumitru Stăniloae [CDS] est considéré comme étant l’initiative majeure de la MOREOM. C’« est une institution de culture et de spiritualité fondée en 2008 par une décision du Synode métropolitain de la [MOREOM]. Inauguré par le patriarche Daniel de l'Église orthodoxe roumaine en juillet 2009, il a provisoirement son siège à la cathédrale orthodoxe roumaine, 9 rue Jean-de-Beauvais, à Paris. 
« La majorité des enseignants et chercheurs du centre sont des prêtres des paroisses du doyenné de France de la MOREOM. Le défunt Jean Boboc a porté ce projet ambitieux qui, bien que loin de concurrencer l’institut théologique Saint-Serge, démontre la vivacité et le rayonnement intellectuel et spirituel du diocèse roumain [la MOREOM] en Europe occidentale ». 
Les cours se donnent en présentiel sur le site de la cathédrale métropolitaine et en distanciel via la chaine YouTube Apostolia TV. La formation proposée est, depuis quelques années, agréée par l’académie de Paris.